# دیربورن پارک
دیر‌بورن پارک (به انگلیسی: Dearborn Park) یک محله‌ی مسکونی در شهر شیکاگو است که در مناطق لوپ و نزدیک جنوب از مناطق اجتماعی این شهر در شهرستان کوک، ایلینوی، ایالات متحده قرار دارد. این منطقه به دلیل معماری منحصربه‌فرد، فضاهای سبز، نزدیکی به مرکز شهر و وجود جاذبه‌های فرهنگی و تفریحی فراوان شناخته می‌شود. در اوایل تاریخ شیکاگو، این منطقه محل سکونت مهاجران بود، اما پس از وقوع آتش‌سوزی در دهه‌ی ۱۸۷۰ آسیب دید و سپس برای احداث مسیرهای راه‌آهن منتهی به ایستگاه دیر‌بورن خریداری شد. با توقف فعالیت چندین خط راه‌آهن در اوایل دهه‌ی ۱۹۷۰، محوطه‌های راه‌آهن نیز تخریب شده و به این محله‌ی مسکونی تبدیل شدند.
محله‌ی دیر‌بورن پارک شامل دو بخش مجزا است: دیر‌بورن پارک ۱ و دیر‌بورن پارک ۲. بخش نخست در منطقه‌ی لوپ واقع شده و از سمت شرق به خیابان استیت، از غرب به خیابان کلارک، از شمال به خیابان پولک و از جنوب به جاده روزولت محدود می‌شود. بخش دوم که در منطقه‌ی نزدیک جنوب قرار دارد، مستقیماً در جنوب دیر‌بورن پارک ۱ واقع شده و مرزهای شرقی و غربی آن با بخش اول یکسان است، اما از سمت شمال به جاده روزولت و از سمت جنوب به خیابان ۱۵ام محدود می‌شود. با وجود این تقسیم‌بندی‌های رسمی، ساکنان این محله اغلب منطقه‌ی خود را بخشی از لوپ جنوبی می‌دانند.: ۱۸۷ 

## تاریخچه

### توسعه اولیه
دیر‌بورن پارک، مانند بیشتر مناطق شیکاگو، در ابتدا محل سکونت قبایل و ملت‌های بومی آمریکا از جمله اوجیبوه، اوداوا، پاتواتومی، میامی و دیگر اقوام بومی بود. شکست بلک هاوک، جنگجو و رهبر قبیله ساک منجر به واگذاری آخرین اراضی پوتاواتومی در اطراف شیکاگو در پیمان ۱۸۳۳ شد و در همان سال، شیکاگو به عنوان یک شهر ثبت گردید.

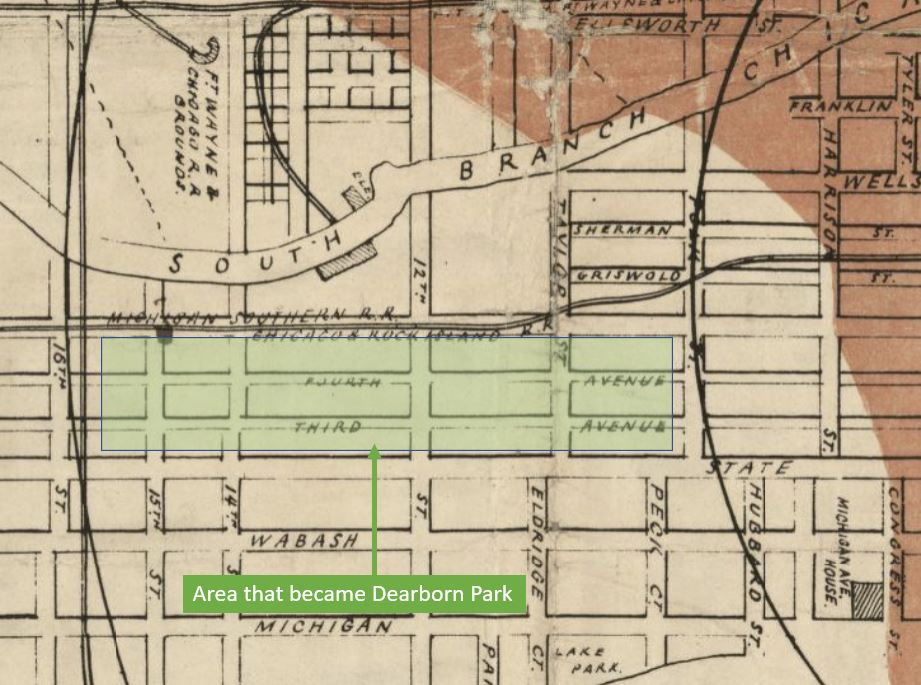
بخشی از نقشه ۱۸۷۱ که منطقه سوخته (قرمز) پس از آتش‌سوزی بزرگ شیکاگو را نشان می‌دهد، با لایه‌ای که محدوده کنونی دیر‌بورن پارک را مشخص کرده است. شمال در سمت راست قرار دارد.

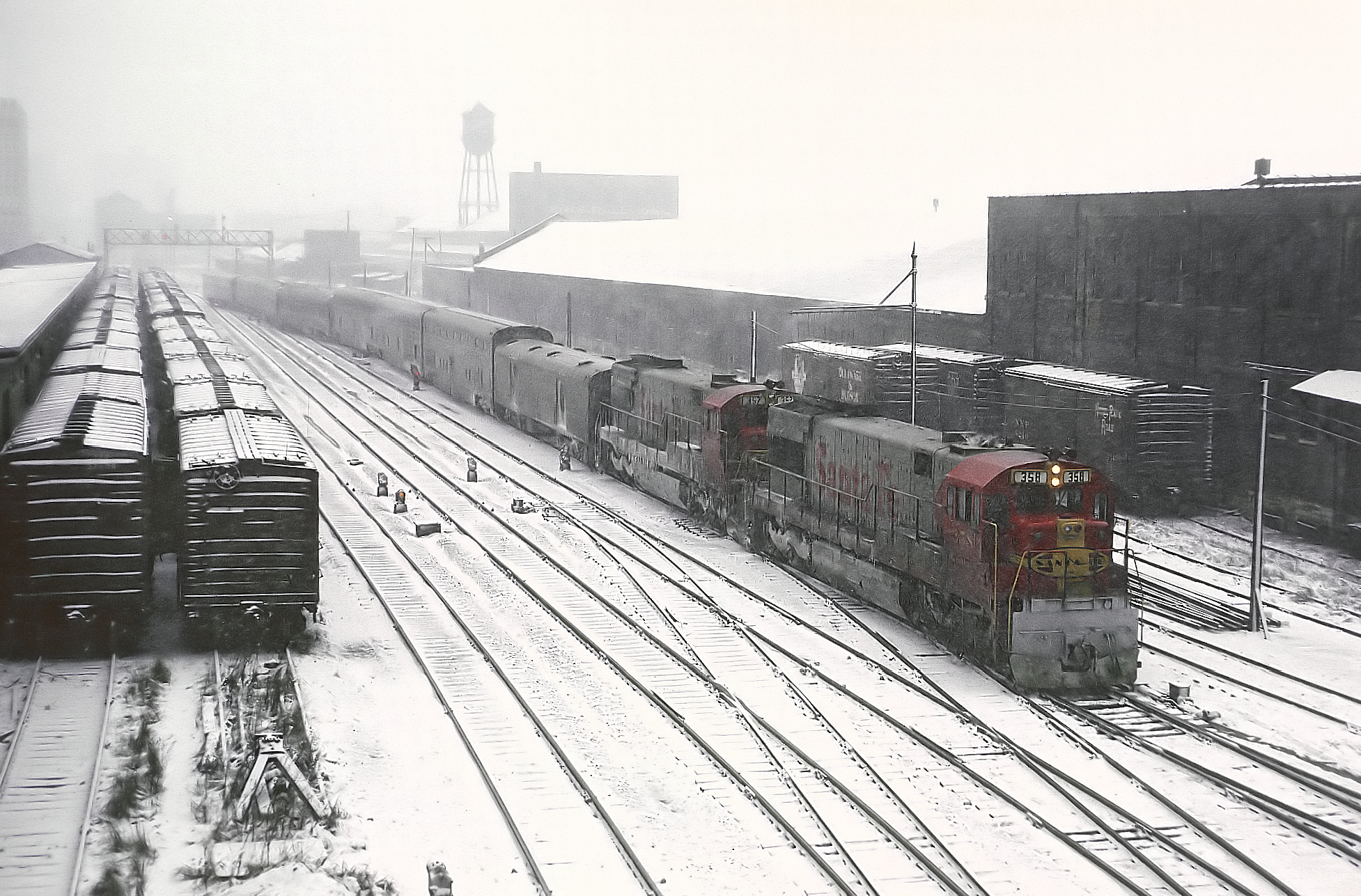
عکس ۱۹۶۸ از مسیرهای راه‌آهن ایستگاه دیر‌بورن قبل از ایجاد محله دیر‌بورن پارک

پس از آن، این محله توسط مهاجران آلمانی و ایرلندی که در دهه‌های ۱۸۳۰ و ۱۸۴۰ برای حفاری یک کانال کشتیرانی به شیکاگو آمده بودند، توسعه یافت.: 8  خانه‌های چوبی ابتدایی آنها به‌تدریج میزبان مهاجران ایتالیایی و همچنین بردگان آزاد شده و فراری شد.: 9 
در دهه ۱۸۷۰، این محله به خانه‌ای برای بسیاری از مهاجران یهودی از روسیه و لهستان تبدیل شد، و همچنین طبقه کارگر و متوسط آفریقایی-آمریکایی. این منطقه که بخشی از منطقه بدنام لیویبود، به دلیل وجود تعداد زیادی از "خانه‌های بدنام" شهرت داشت.
این محله از آتش‌سوزی بزرگ ۱۸۷۱ شیکاگو جان سالم به در برد اما در آتش‌سوزی ۱۸۷۴ شیکاگو که بیشتر ساختمان‌های این منطقه را نابود کرد، چنین شانسی نداشت.
پس از این آتش‌سوزی، بخش زیادی از زمینی که امروزه دیر‌بورن پارک را تشکیل می‌دهد، توسط سرمایه‌گذار املاک جان بی. براون و همکارانش خریداری شد. آنها به پتانسیل دسترسی جنوب‌شهری به شیکاگو از طریق راه‌آهن پی بردند و این زمین را عمدتاً برای راه‌آهن شیکاگو و ایندیانای غربی خریداری کردند، هرچند سایر خطوط راه‌آهن نیز زمین‌های مجاور را تصاحب کردند. (شاید برای ساکنان شیکاگو تعجب‌آور نباشد که اتهاماتی درباره رشوه‌خواری و سوءاستفاده مالی در مورد خرید این زمین مطرح شده بود.) سرمایه‌گذاری در خطوط ریلی منجر به افتتاح ایستگاه دیر‌بورن در مرز شمالی دیر‌بورن پارک در سال ۱۸۸۵ شد، که چندین دهه رشد اقتصادی در منطقه را به دنبال داشت. اما این روند در دهه‌های ۱۹۶۰ و ۱۹۷۰ کاهش یافت، و نهایتاً منجر به آغاز پروژه‌های بازسازی شهری در دهه‌های ۱۹۸۰ و ۱۹۹۰ شد.

### طرح دیربورن پارک
ایده دیربورن پارک در جریان نشستی در سال ۱۹۷۰ بین سه تن از رهبران تجاری شیکاگو شکل گرفت: توماس جی. آیرز، رئیس کامنولث ادیسون؛ دانلد ام. گراهام، مدیرعامل کنتیننتال ایلینوی؛ و گوردون دبلیو. متکالف، مدیرعامل سیرز، روباک و شرکا.: ۲ 
هنگامی که آن‌ها از طبقه ۳۷ ساختمان تازه‌ساخت ساختمان بانک ملی اول (برج چیس کنونی) به سمت جنوب نگاه می‌کردند، درباره منطقه‌ای که در جنوب شیکاگو لوپ قرار داشت ابراز نگرانی کردند.: ۲ 
این منطقه فرسوده که تحت تأثیر رکود صنعت راه‌آهن و سایر عوامل قرار گرفته بود، شامل محوطه‌های ریلی متروکه، یک منطقه پررونق جرم و جنایت، و بسیاری ساختمان‌های خالی و تخریب‌شده بود.: ۱۰ 

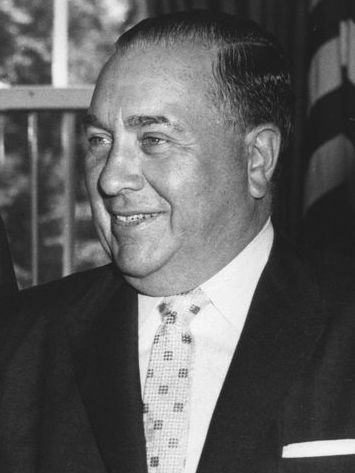
شهردار ریچارد جی. دالی در ابتدا می‌خواست محوطه‌های ریلی را به پردیس دانشگاه ایلینوی در شیکاگو تبدیل کند.

تلاش‌های پیشین برای تغییر کاربری محوطه ریلی ناموفق بود. شهردار ریچارد جی. دالی پیش‌تر سعی کرده بود یک پردیس دانشگاه دانشگاه ایلینوی در شیکاگو را در این محوطه‌ها ایجاد کند تا جایگزین شعبه دو ساله و محدود این دانشگاه در نیروی دریایی پیر شیکاگو شود، اما پس از شکست مذاکرات با شرکت‌های راه‌آهنی که مالک زمین‌ها بودند، از این طرح صرف‌نظر کرد.: ۹ 
کمیته منطقه مرکزی شیکاگو (CCAC)، که در سال ۱۹۵۶ برای ارائه صدای واحدی از سوی رهبران تجاری در برنامه‌ریزی‌های نوسازی مرکز شهر تأسیس شد، نیز از همان ابتدای تأسیس خود برای برنامه‌ریزی استفاده‌های جدید از زمین‌های راه‌آهن تلاش کرده بود، اما پیشرفت چندانی نداشت.
آیرز، گراهام و متکالف هزینه یک مطالعه مشاوره‌ای اولیه کوچک را برای ارزیابی گزینه‌های موجود برای این زمین‌ها تأمین کردند، که پتانسیل پروژه را تأیید کرد اما چالش‌های متعددی را نیز شناسایی کرد، از جمله این که ۱۳ شرکت راه‌آهن بخش‌هایی از این زمین‌ها را به‌صورت جداگانه یا مشترک مالک بودند.: ۱۳ 
این تحلیل اولیه منجر به مطالعه‌ای جامع‌تر و تهیه طرحی شد که توسط اسکیدمور، اوینگز و مریل (SOM) تدوین گردید،: ۵۳۵  و همچنین تأسیس شرکتی با نام اولیه «شیکاگو ۲۱» که بعدها به «شرکت دیربورن پارک» تغییر نام داد، برای تأمین مالی این پروژه.: ۷۳ 
تا سال ۱۹۷۲، این گروه که حالا نمایندگانی از کسب‌وکارهای برجسته شیکاگو و همچنین مؤسسات مدنی، کارگری، آموزشی و مذهبی را نیز شامل می‌شد، با همکاری «کمیته منطقه مرکزی شیکاگو» طرحی را برای شهر شیکاگو با عنوان شیکاگو ۲۱ توسعه داد که ایجاد منطقه مسکونی جدیدی در جنوب لوپ، که بعداً «دیربورن پارک» نام گرفت، را پیشنهاد می‌کرد.: ۵۳۵ 

### مناقشه
حامیان دیربورن پارک معتقد بودند که پروژه آن‌ها به تثبیت وضعیت منطقه جنوب لوپ کمک خواهد کرد.: ۵۳۵  آن‌ها می‌خواستند دیربورن پارک به عنوان یک کاتالیزور برای ایجاد یک جامعه جدید در زمین‌های ریلی متروکه جنوب لوپ عمل کند؛ از تخریب بیشتر مرکز شهر جلوگیری کند، ارزش املاک را تقویت کند و به درآمدهای مالیاتی شهر اضافه کند؛ و یک جامعه اقتصادی و نژادی متنوع را ایجاد کند، "از سطح یارانه‌ای تا سطح نیمه‌لوکس".: ۱۶ 
فعالان اجتماعی در شیکاگو دیدگاه متفاوتی داشتند و طرح شیکاگو ۲۱ را که تغییراتی را نه تنها در زمین‌های ریلی بلکه در سایر محله‌های نزدیک مرکز شهر نیز در نظر داشت، به عنوان تلاشی برای ایجاد شهری دو سطحی می‌دیدند که منجر به جدایی اقتصادی و نژادی بیشتر در شیکاگو می‌شد. هلن شیلر، فعال اجتماعی در خاطرات خود نوشت: «به نظر می‌رسید که مرکز شهر برای حفاظت از افراد مرفه مستحکم می‌شود، در حالی که به عنوان عاملی برای تصرف محله‌های اطراف و سفید کردن مناطق داخلی شهر عمل می‌کند.» یک ائتلاف متشکل از پنج سازمان غیرانتفاعی «کمپین توقف طرح شیکاگو ۲۱» را تشکیل داد.
کمیته منطقه مرکزی شیکاگو در پاسخ، تعهد به ارائه کمک‌هزینه‌های برنامه‌ریزی متناسب به محله‌های تحت تأثیر را اعلام کرد، پیشنهادی که دو محله از مناطق تحت تأثیر آن را پذیرفتند. در نهایت، مخالفت‌ها کاهش یافت، زیرا این گروه تصمیم گرفت که نبرد برای توقف فاز اول دیربورن پارک و نوسازی منطقه جنوب لوپ را باخته است، هرچند که شیلر بعدها ابراز پشیمانی کرد که خیلی زود تسلیم شده بودند.: ۱۷۵ 

### تملک زمین
در حالی که گروه مشغول مذاکره با شرکت‌های راه‌آهن بود، در سال ۱۹۷۲ با شگفتی دریافت که هنری کراون، رئیس یکی از ثروتمندترین خانواده‌های آمریکا، نیز در تلاش است تا زمین‌های راه‌آهن را خریداری کند. او این کار را به نمایندگی از دوست خود جورج هالاس معروف به «پاپا بیر»، مالک شیکاگو بیرز انجام می‌داد که قصد داشت استادیومی جایگزین برای سولجر فیلد در این زمین‌ها بسازد.
هالاس کنترل این ملک را به دست آورد و قیمت ۵۱ جریب زمین را به مبلغ ۳٫۲۵ دلار برای هر فوت مربع مذاکره کرد که نصف کمترین قیمتی بود که گروه ساوت لوپ توانسته بود مذاکره کند. این مبلغ در مجموع به ۷٫۳ میلیون دلار برای کل زمین می‌رسید.: ۳۶  اما توانایی هالاس برای استفاده از زمین جهت احداث استادیوم، به رضایت و حمایت شهردار دیلی بستگی داشت که چنین حمایتی صورت نگرفت؛ دیلی یک توسعه مسکونی را ترجیح می‌داد.
در ژانویه ۱۹۷۴، با درک اینکه ممکن است هالاس موفق نشود، گروه ساوت لوپ فعالیت‌های خود را با تأسیس شرکت شیکاگو ۲۱ رسمی کرد؛ یک نهاد سرمایه‌گذاری که نرخ بازدهی آن به ۶٫۵ درصد محدود می‌شد، زیرا رهبران مدنی نمی‌خواستند به عنوان کسانی که از این پروژه به‌طور غیرمسئولانه‌ای سود می‌برند، دیده شوند.: ۴۳  این گروه به سرعت ۱۰ میلیون دلار سرمایه جذب کرد که هشت سرمایه‌گذاری یک میلیون دلاری آن از سوی شرکت‌های بزرگ منطقه شیکاگو تأمین شد.: ۴۲ 
در سال ۱۹۷۵، هالاس که متوجه شد حمایت شهرداری را به دست نخواهد آورد، با اکراه موافقت کرد که گزینه خرید املاک خود را به شیکاگو ۲۱ منتقل کند، به شرطی که فقط هزینه‌های خود و مبلغ ودیعه‌اش،در مجموع ۱۰۰ هزار دلار به او بازگردانده شود.: ۵۸  شرکت شیکاگو ۲۱ توانست زمین مورد نیاز خود را تأمین کند، هرچند که فقط ۵۱ جریب در اختیار داشت که بسیار کمتر از ۲۰۰، ۳۵۰ یا ۶۰۰ جریبی بود که در برنامه‌های اولیه مطرح شده بود.

### انتخاب نام
در سال ۱۹۷۴، یک مشاور نام‌گذاری برای برندینگ محله جدید به کار گرفته شد و گزینه‌های نهایی شامل «فرند تاون»، «اُیسیس»، «فلوشیپ»، «مکا»، «ریل تاون»، «مارکت پلیس»، «بورهان پلیس» و «گرین‌ویل» بود اما هیچ‌یک از گزینه‌های پیشنهادی انتخاب نشد و دو سال طول کشید تا نام این محله نهایی شود.: ۵۶ 
در دسامبر ۱۹۷۶، سهام‌داران شیکاگو ۲۱ جلسه سالانه خود را برگزار کرده و نام «دیربورن پارک» را تأیید کردند که ادای احترامی به خیابان برجسته معماری شیکاگو، قلعه دیربورن و ایستگاه دیربورن بود.: ۷۳  در همین جلسه، شرکت شیکاگو ۲۱ نام خود را به شرکت دیربورن پارک تغییر داد. طبق گفته یکی از سهام‌داران، این تغییر نام تا حدی برای گیج کردن «ائتلاف برای توقف شیکاگو ۲۱» که مخالف توسعه بود، انجام شد.: 73 

### دیربورن پارک ۱

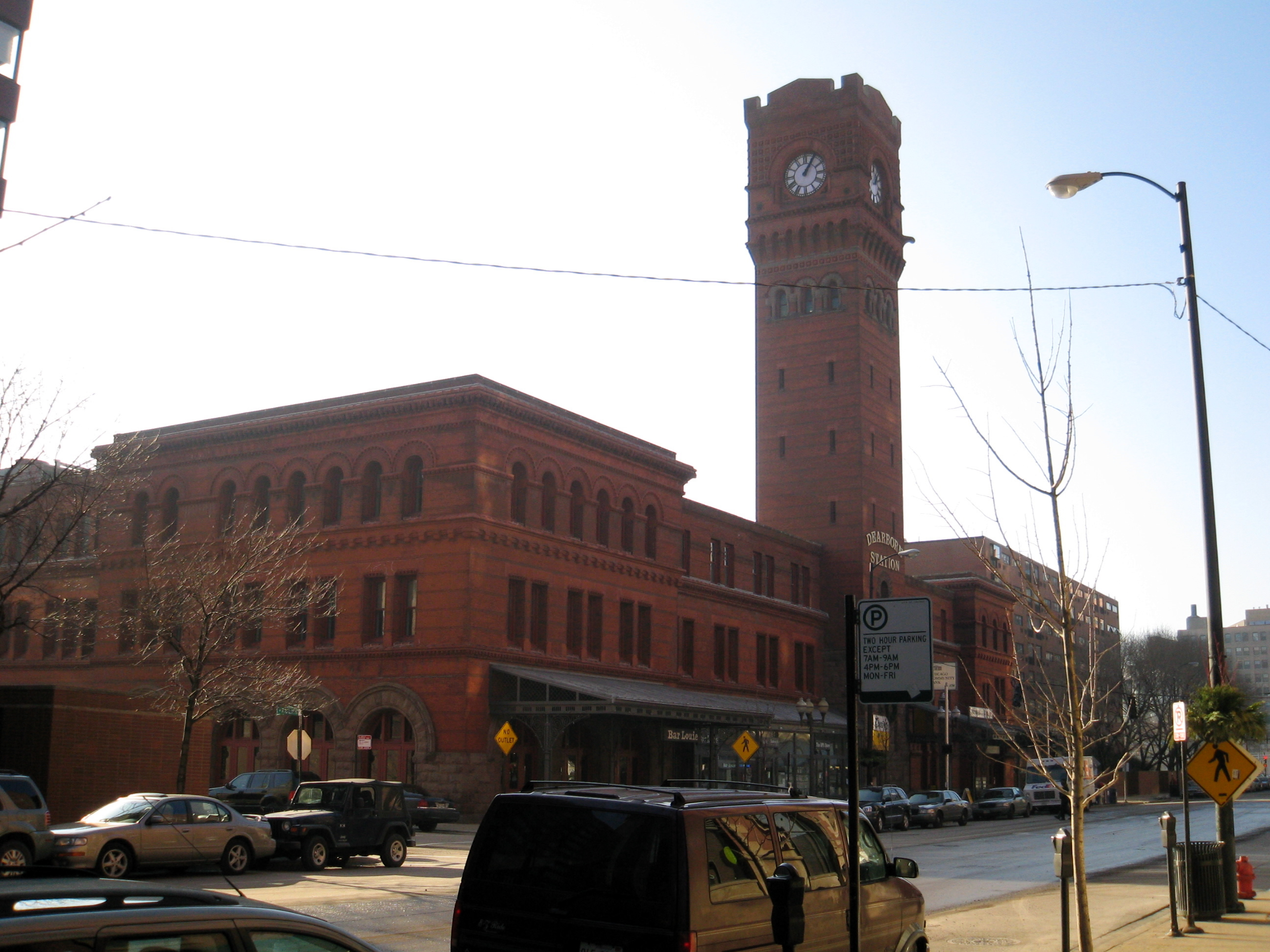
ایستگاه دیربورن مرز شمالی دیربورن پارک I است و این محله را به پرینترز رو متصل می‌کند.

شرکت تازه نام‌گذاری‌شده دیربورن پارک تصمیم گرفت که محله را در دو فاز بسازد، که فاز اول شامل ۱٬۴۵۶ واحد مسکونی در ۲۴ جریب زمین در شمال جاده روزولت ساخته شد.: ۶۷  در سمت شمالی ملک، زمین به ایستگاه دیربورن منتهی می‌شد، که یکی از حامیان اولیه پروژه ۲۱ در سال ۱۹۸۲ آن را به‌صورت بی‌سروصدا به قیمت ۱ میلیون دلار خریداری کرد و متعهد شد ۱۰ میلیون دلار برای بازسازی ایستگاه سرمایه‌گذاری کند.: ۱۳۱ 
ساخت فاز اول در سال ۱۹۷۷ آغاز شد. این شرکت همچنین برخی از قطعات زمین را به توسعه‌دهندگان خصوصی برای ساخت‌وسازهای بعدی فروخت.
با تکمیل ساختمان‌ها، خریداران اقدام به ثبت‌نام کردند. تقاضای اولیه برای واحدها بالا بود، هرچند که این محله در آن زمان هیچ پارک، مدرسه یا فروشگاه مواد غذایی نداشت.: ۱۳۱  تا اواسط سال ۱۹۸۰، ۹۰ درصد از ۴۸۰ واحد تکمیل‌شده فروخته شده بود.: ۱۳۱  تقاضای بعدی در طول رکود اقتصادی اوایل دهه ۱۹۸۰ کاهش یافت، اما دوباره زمانی که رکود به پایان رسید، نرخ بهره کاهش یافت، و هیئت آموزش اعلام کرد که قصد دارد مدرسه ابتدایی جدید ساوت لوپ را در شمال دیربورن ۲ در اوایل ۱۹۸۸ افتتاح کند، افزایش یافت. تا پایان سال ۱۹۸۶، ۲٬۰۰۰ نفر در دیربورن پارک I زندگی می‌کردند.: ۶۷ 

### دیربورن پارک ۲

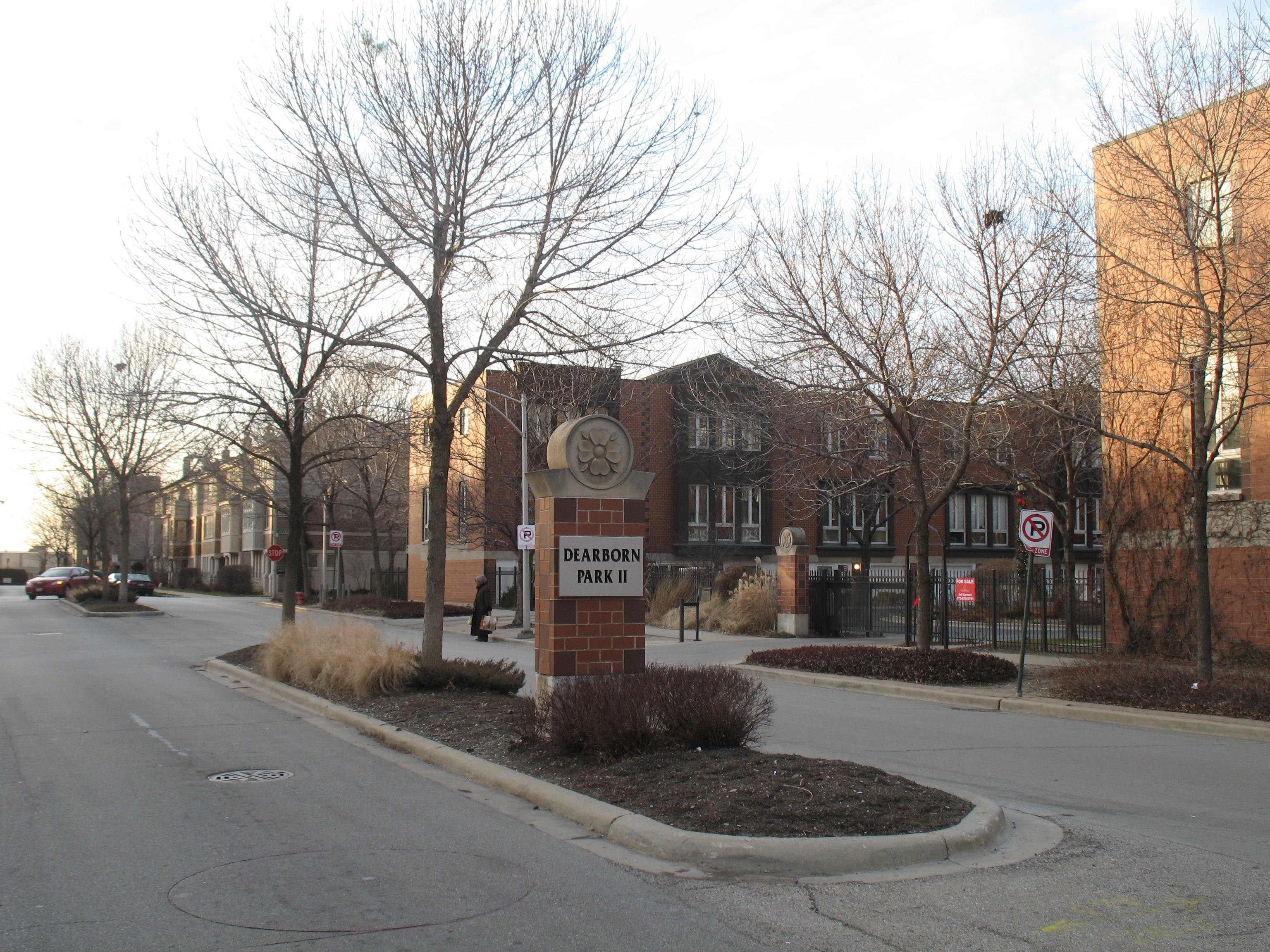
دیربورن پارک ۲ از جنوب جاده روزولت آغاز شده و تا خیابان ۱۵ ادامه می‌یابد.

رویکرد توسعه دیربورن پارک ۲ با دیربورن پارک ۱ متفاوت بود، زیرا زمین آن به چندین توسعه‌دهنده خصوصی فروخته شد. اولین واحدهای دیربورن پارک ۲ اواخر سال ۱۹۸۹ برای فروش عرضه شدند، اما توسعه این محله به دلیل نیازهای زیرساختی تأخیر داشت که در حال نهایی شدن با شهردار هارولد واشنگتن بود که جایگزین شهردار قبلی یوگن ساویر شده بود، کسی که در اواخر ۱۹۸۸ اولین کلنگ دیربورن پارک ۲ را به زمین زد.
۴۸۶ خانه در ۲۷ جریب ساخته شد که باعث شد دیربورن پارک ۲ تراکم کمتری نسبت به دیربورن پارک ۱ داشته باشد و واحدها بلافاصله پس از تولید به فروش برسند.: ۱۶۷ 

## جمعیت‌شناسی
در سال ۱۹۹۷، کریِنز شیکاگو بیزنس بیستمین سالگرد دیربورن پارک را گرامی داشت و آن را به عنوان محله‌ای با ۵٬۰۰۰ سکنه توصیف کرد که به «منطقه‌ای پایدار و دارای ادغام نژادی» تبدیل شده بود و «تقریباً به‌طور انحصاری یک محله طبقه متوسط بود که از محله‌های کم‌درآمد اطراف جدا شده بود.» کریِنز گزارش داد که در این منطقه ۱٬۷۰۰ واحد مسکونی قابل فروش وجود دارد و «ساکنان عمدتاً زوج‌ها و خانواده‌هایی هستند که خانه‌های شهری خریده‌اند» و «محله ترکیب نژادی پایداری دارد: حدود ۵۰٪ سفیدپوست، ۳۵٪ آفریقایی-آمریکایی و باقی‌مانده آسیایی و هیسپانیک هستند.»
بر اساس داده‌های سرشماری ۲۰۲۰، ۳٬۳۰۳ نفر و ۱٬۸۰۷ خانوار در این منطقه سکونت داشتند. ترکیب نژادی منطقه ۵۴٫۲۰٪ سفیدپوست، ۱۵٫۵۰٪ آفریقایی-آمریکایی، ۲۳٫۵۰٪ آسیایی و ۴٫۰۹٪ از نژادهای دیگر بود. هیسپانیک و لاتین از هر نژادی ۲٫۶۸٪ از جمعیت را تشکیل می‌دادند. 
توزیع سنی منطقه مشابه سایر محله‌های نزدیک بود، به طوری که ۱۴٫۵۰٪ زیر ۱۸ سال، ۳۳٫۸۳٪ بین ۱۸ تا ۳۹ سال، ۳۵٫۹۰٪ بین ۴۰ تا ۶۴ سال و ۱۵٫۸۰٪ ۶۵ ساله یا بیشتر بودند. درآمد متوسط خانوار در این منطقه ۹۸٬۵۰۰ دلار بود که در مقایسه با ۶۳٬۳۰۰ دلار برای منطقه شیکاگو قرار داشت.

## مکان‌های دیدنی
- محل خانه جان و مری جونز (۱۸۵۷-۱۸۷۲)، واقع در ۲۱۸ ایڈینا پلیس (بعداً پلیموت کورت و اکنون تقریباً معادل ۹۴۶ ساؤت پلیموت کورت / ۹۴۷ ساؤت پارک ترس).

## افراد برجسته
- جان جونز (۱۸۳۲–۱۹۰۱)، یک آزادساز، تاجر، رهبر حقوق مدنی و نیکوکار آمریکایی. خانه او در گوشه پلیموت کورت و خیابان ۹ در پارک دیربورن اکنون یک بنای تاریخی شیکاگو است.
- مری جین ریچاردسون جونز (۱۸۱۹-۱۹۰۹)، یک آزادساز، نیکوکار و مدافع حق رأی زنان آمریکایی. خانه او در گوشه پلیموت کورت و خیابان ۹ در پارک دیربورن اکنون یک بنای تاریخی شیکاگو است. یک پارک شیکاگو در دیربورن II به افتخار مری جونز در سال ۲۰۰۵ نام‌گذاری شد.[۲۱]

## حمل و نقل
پارک دیربورن به راحتی از طریق حمل و نقل عمومی قابل دسترسی است. ایستگاه‌های نزدیک آر لایِن شیکاگو عبارتند از لاسال در خط آبی؛ لاسال/وان بورن در خط قهوه‌ای، خط صورتی و خط بنفش؛ هریسون در خط قرمز؛ و رووزولت در خط قرمز، خط سبز و خط نارنجی.

## پارک‌های محلی
| نام پارک             | آدرس                                 |
| -------------------- | ------------------------------------ |
| پارک کاتن تیل        | ۴۴ W. 15th St. شیکاگو، IL 60616      |
| پارک دیربورن (هنری)  | ۸۶۵ S.Park Terrace شیکاگو، IL 60605  |
| پارک روزولت (تئودور) | ۶۲ W. Roosevelt Rd. شیکاگو، IL 60605 |

## میراث
دیدگاه‌ها در مورد پارک دیربورن همچنان در حال تغییر است اما در برخی مواقع کاملاً متفاوت بوده‌اند.
تام کاکینز، یک برنامه‌ریز شهری شیکاگو، نوشت که "امروزه بیش از ۱۰۰,۰۰۰ نفر شیکاگو را به عنوان خانه خود انتخاب کرده‌اند، مهاجرتی که توسط موفقیت پارک دیربورن آغاز شد. این جامعه در جنوب حلقه به عنوان یک مدل از نوسازی شهری مطرح است که مشابه آن در ایالات متحده وجود ندارد.": cover 
از طرف دیگر، تاریخ‌نگار ادوارد کانتوویچ جامعه اولیه را مورد انتقاد قرار داد و در سال ۱۹۹۸ نوشت که "آنها دیواری دور محله خود ساختند و تنها یک ورودی برای خودرو فراهم کردند. آنها از فرستادن فرزندانشان به مدرسه دولتی که به طور ویژه برای آنها ساخته شده بود، به دلیل حضور کودکان از پروژه‌های مسکونی عمومی نزدیک خودداری کردند... به طور خلاصه، جامعه آنها یک توسعه حومه‌ای است که به طرز ناراحتی در داخل شهر قرار گرفته است."

## مطالعه بیشتر
- Wille, Lois (1997). At Home in the Loop : How Clout and Community Built Chicago's Dearborn Park. Carbondale: Southern Illinois University Press. ISBN 0-8093-2126-2. OCLC 36126525.

## لینک‌های خارجی
- پارک دیربورن در دایرةالمعارف شیکاگو

الگو:لوپ شیکاگو
الگو:مناطق اجتماعی شیکاگو
الگو:محله‌های شیکاگو
الگو:کنترل اقتدار